# Paracoelopterus rufinus
Paracoelopterus rufinus is een keversoort uit de familie lieveheersbeestjes (Coccinellidae). De wetenschappelijke naam van de soort is voor het eerst geldig gepubliceerd in 1936 door Normand.